# Соколлузаде Лала Мехмед-паша
Соколлуза́де Лала́ Мехме́д-паша (тур. Sokolluzade Lala Mehmed Paşa; или Тавил Мехмед-паша (тур. Tavil Mehmed Paşa); ум. 21 июня 1606, Стамбул) — османский государственный и военный деятель, занимал должность великого визиря в правление султана Ахмеда I. Получил прозвище Завоеватель Эстергома (тур. Estergon Fatihi), за то что в 1605 году вернул Османской империи Эстергом, который был потерян в 1595 году.

## Биография

### Происхождение и ранние годы
Соколлузаде Лала Мехмед-паша был по происхождению боснийцем из семьи Шахиноглу; он родился в городе Яйце. В молодом возрасте поступил на службу во дворец Топкапы, где он сначала получил своё образование в дворцовой школе Эндерун. Он начал службу в должности пешкир-аги (слуга, который отвечал за чистку полотенец). затем его назначили на должность мирахура, а затем дослужился до должности главного мирахура. Его прозвище Лала возможно было связано с тем, что он был наставником для юных шехзаде.

### Военные походы
В феврале 1591 года был назначен агой янычар и в 1594 году под командованием великого визиря Коджа Синан-паши участвовал в венгерском походе, где отличился во взятии города Тата. 18 июля 1594 года Коджа Синан-паша уволил его с должности аги янычар. Мехмед-паша затем участвовал во взятии Дьёра и Сентмартона и был назначен на должность бейлербея Карамана, а в сентябре 1594 года стал бейлербеем Анатолии.
В августе 1595 года во главе 1400 всадников Лала Мехмед-паша пришёл на помощь Эстергому, который осаждали австрийские войска под командованием Карла фон Мансфельда. Осада Эстергома продолжалась 67 дней, в течение 28 дней крепость регулярно обстреливалась австрийской артиллерией, в результате чего стены крепости были разрушены. Гарнизон испытывал недостаток воды и продовольствия и 30 августа 1595 года Лала Мехмед-паша под давлением солдат гарнизона сдал Эстергом австрийцам. 
После этого он остался в Буде и занимался укреплением приграничных замков и Лала Мехмед-паша был возведён в ранг визиря. Соколлузаде Лала Мехмед-паша продолжал участвовать в военной компании, участвуя в осаде Эгера в октябре 1596 года. В том же месяце, Мехмед-паша командовал правым флангом в Керестецкой битве. После битвы он отправился в Кютахью, чтобы осмотреть город и соседние санджаки, чтобы подготовить их к обороне во время восстания Джелали. В августе 1598 года Соколлузаде Лала Мехмед-паша был назначен бейлербеем Румелии. Он участвовал в военном походе и османская армия под его командованием захватила Чанад и Арад, но Варад захвачен не был.
Соколлузаде Лала Мехмед-паша стремился обеспечить безопасность Буды и сосредоточил своё внимание на соседних крепостях. В 1600-1601 годах османская армия захватила Бабофчу и Канижу. После смерти великого визиря Дамат Ибрагима-паши по своей воле взял на себя управление армией в качестве губернатора округа. В феврале 1603 года по просьбе великого визиря Йемишчи Хасан-паши был назначен сердаром Венгрии в ранге третьего визиря.

### Великий визирь
В августе 1604 года был назначен на должность великого визиря, сменив умершего в Белграде предыдущего великого визиря Малкочоглу Явуза Али-пашу. В том же году великий визирь во главе османской армии отправился в военный поход, в результате которого были захвачены Пешт, Вац и Хатван. Главной целью великого визиря был Эстергом, осада которого началась в октябре 1604 года. Осада продолжалась 31 день и не увенчалась успехом и армия отступила на зимовку. Соколлузаде Лала Мехмед-паша вернулся в Стамбул, где был хорошо принят султаном Ахмедом I.
Весной 1605 года великий визирь отправился в новый военный поход в сторону Эстергома. Османская армия захватила ближайшие к Эстергому крепости, ослабив линию обороны города. 3 октября 1605 года после 35-дневной осады Эстергом был захвачен и Соколлузаде Лала Мехмед-паша получил прозвище «Estergon Fatihi» («Завоеватель Эстергома»). В ноябре 1605 года на пышной церемонии напротив Пеште короновал Иштвана Бочкаи в качестве князя Трансильвании. 
В марте 1606 года вернулся в Стамбул, где был хорошо принят и позже ему было приказано отправиться в Иран. Великий визирь пытался отказаться, объяснив, что войска, артиллерия и военное снаряжение остались в Белграде и он не может выступить в поход. Султан не желал никого слушать и настойчиво просил отправиться в путь и Лала Мехмед-паша начал подготовку к военному походу. В Ускюдаре у великого визиря произошёл инсульт, от которого он скончался 21 июня 1606 года. Заупокойная молитва была совершена в мечети Фатиха, после чего он был похоронен в гробнице своего родственника Соколлу Мехмед-паши. После его смерти его имущество было конфисковано и его семья оказалась в нищете.